# Tessa Hughes-Freeland
Tessa Hughes-Freeland es una escritora y cineasta británica. Sus películas se han proyectado internacionalmente en América del Norte, Europa y Australia y en destacados museos y galerías, incluido el Museo de Arte Moderno (MOMA); el Museo de Arte Contemporáneo de Los Ángeles; el Museo Whitney de Arte Americano; el Nuevo Museo de Arte Contemporáneo de Nueva York; y el Instituto KW de Arte Contemporáneo de Berlín.

## Carrera
Hughes-Freeland trabaja en una variedad de formatos y medios, y sus películas se han proyectado en diversos lugares. En su sitio web se describe a su trabajo como "conflictivo, transgresor, provocativo y poético". El crítico Jack Sargeant escribió sobre cómo ella "aborda el cine en una multiplicidad de estilos, que van desde la narrativa clásica hasta las 'actuaciones' experimentales e incluso un documental".
Formó parte del movimiento No Wave Cinema que comenzó a mediados de la década de 1970 en el Lower East Side de la ciudad de Nueva York, que incluía a Scott B y Beth B, Richard Kern, Nick Zedd, Jim Jarmusch, Tom DiCillo, Steve Buscemi y Vicente Gallo. En la década de 1980, esto se transformó en el Cine de la transgresión, en el que ella y otros artistas y cineastas del Lower East Side crearon películas y arte sin presupuesto que contravenían las convenciones predominantes de la sociedad estadounidense y desafiaban las normas culturales "correctas" establecidas. Entre los primeros admiradores de su trabajo se encuentran el controvertido, célebre artista y activista fallecido David Wojnarowicz, quien le compró una cámara super 8 para sus películas, y el escritor, crítico y curador Carlo McCormick, con quien posteriormente se casó.